# Pellaea longipilosa
Pellaea longipilosa är en kantbräkenväxtart som beskrevs av Roland Napoléon Bonaparte. Pellaea longipilosa ingår i släktet Pellaea och familjen Pteridaceae. Inga underarter finns listade.